# 岡田貴之
岡田 貴之（おかだ たかゆき、1975年4月2日 - ）は、日本の男性声優。群馬県出身。ケンユウオフィス所属。

## 略歴
劇団の稽古場所ホームグランドでがむしゃらに芝居をしていたことがきっかけで声優を目指した。もう一つ声優をするきっかけとして、1990年代前半にブームになってたテーブルトークRPGをしていたこともあり、2012年時点ではマイカーにその頃買っていたユニコーンのダイスを乗っているという。
1996年にアミューズメントメディア総合学院を卒業。
以前はぷろだくしょんバオバブに所属していた。
2005年に『テイルズ オブ コモンズ』で初の主人公・アルヴィン役を演じた。

## 人物
趣味はゲームと音読とカラオケ。特技はバレーボール。資格は普通自動車免許。

## 出演
太字はメインキャラクター。

### テレビアニメ
1996年
- エルフを狩るモノたち（門弟、街の男）

1997年
- 逮捕しちゃうぞ（トライアル男）
- 吸血姫美夕（1997年 - 1998年、作業員B、操縦士、若者、自転車の男性、村人C）

1998年
- Weiß kreuz（男子2）
- センチメンタルジャーニー（タクシーの運転手）
- DTエイトロン（アッシュ、少年、ガフ隊員、海の少年A、技師B、副官、ガフ副隊長 他）

1999年
- 宇宙海賊ミトの大冒険（天堂）
- ∀ガンダム（少年A）

2000年
- 幻想魔伝 最遊記（僧侶）
- 六門天外モンコレナイト（オルトロス）

2001年
- X（暴走族）
- ゴーゴー五つ子ら・ん・ど（かわばた巡査）

2002年
- フルメタル・パニック!（小野寺孝太郎）
- 炎の蜃気楼（大学生1）

2004年
- 天上天下（クラスメイト）
- 名探偵コナン（学生）
- MONSTER（2004年 - 2005年、男B、子供A）
- サザエさん（大学生）

2005年
- SHUFFLE!（TVナレーション）
- ピーチガール（オヤジ、岡田、患者A、本田、ハエ叩き男、不良、ポッキー鈴木、店長、医師、運転手）

2007年
- 逆境無頼カイジ（男B）
- シグルイ（浪人弐）

2018年
- フルメタル・パニック! Invisible Victory（小野寺孝太郎）

### 劇場アニメ
- 音響生命体ノイズマン（1997年、クラブメンバー）
- 夢かける高原 清里の父 ポール・ラッシュ（2002年、木村高志〈青年時代〉[7]）

### OVA
- 銀河英雄伝説

### ゲーム
- エリーのアトリエ 〜ザールブルグの錬金術士2〜（1998年）
- リリーのアトリエ 〜ザールブルグの錬金術士3〜（2001年、カスパール・ザイン[8]）
- テイルズ オブ コモンズ（2005年、アルヴィン）
- フルメタル・パニック！ 戦うフー・デアーズ・ウィンズ（2018年、小野寺孝太郎）

### ドラマCD
- 宇宙海賊ミトの大冒険（天堂、ウ・キョウ）
- エデン2185
- 彼方から
- さゆき（泉戸一直）
- 伯爵カイン
- フォーチュン・クエスト（1996年、試験官）
- フルメタル・パニック! 踊るベリー・メリー・クリスマス（小野寺孝太郎）

### ラジオドラマ
- フルメタル・パニック! 踊るベリー・メリー・クリスマス（小野寺孝太郎、ヤン・ジュンギュ〈代役〉）

### 吹き替え

#### 映画
- ナイトヒート

1996年
- アイアン・イーグル4（キャメロン）

1997年
- アライバル/侵略者 ※ビデオ版

1998年
- 野獣教師 ※テレビ版

1999年
- アルナーチャラム 踊るスーパースター

2000年
- スペース カウボーイ（ジェイソン）
- 25年目のキス

2002年
- スチュアート・リトル（ラッキー）※テレビ版
- トレマーズ3（ビュフォード：ビリー・リーク）
- ファイナル・デスティネーション（トッド・ワグナー）※テレビ版

2004年
- イブラヒムおじさんとコーランの花たち

2005年
- ヒップホップ・プレジデント

#### テレビドラマ
- WITHOUT A TRACE/FBI 失踪者を追え!（2005年、ブッチ）#8
- 刑事ナッシュ・ブリッジス
- スピン・シティ（クライト）
- チーム・ケイリー
- バビロン5
- ビバリーヒルズ青春白書
- 炎のテキサス・レンジャー（カルロス）
- メルローズ・プレイス

#### アニメ
1996年
- ヘイ・アーノルド!（アニー）

1999年
- カウ&チキン（アール）

2000年
- エリオット（ビーバートン）
- ピンキー&ブレイン（トム・ハンクス 他）

2001年
- アンジェラ・アナコンダ（ジミー・ジャマル、デレク）

2003年
- パワーパフガールズ アンダーグラウンド（リトル・アートロ、ジュニア）

2004年
- ティーン・タイタンズ（コントロール・フリーク）

2006年
- リセス 〜ぼくらの夏休みを守れ!〜（キング・ボブ）
- リセス 〜ぼくらの休み時間〜（キング・ボブ）

2011年
- カーズ2（ルイス・ハミルトン）

### ナレーション
- キッズ・ニュース（ジェフ・ワイルドマウス）

### その他コンテンツ
- 東京シティ競馬中継（TOKYO MX、パーフェクト・チョイス）司会